# Aleksandr Şatskïx
Aleksandr Şatskïx (in kazako Александр Шатских?; Taldıqorğan, 21 gennaio 1974 – 30 novembre 2020) è stato un calciatore kazako, di ruolo attaccante.

## Carriera

### Nazionale
Esordì il 27 aprile 2003 contro le Fær Øer (3-2).

## Palmarès

### Club

#### Competizioni nazionali
- Campionato kazako: 1

Irtysh: 2002